# Kaj Gorgels
Kaj Gorgels (Rotterdam, 8 september 1990) is een Nederlandse presentator en youtuber. Hij kreeg bij het grote publiek vooral naamsbekendheid door zijn deelname aan het achttiende seizoen van Expeditie Robinson.

## Carrière

### YouTube
Gorgels begon zijn carrière in 2012 op YouTube, waar hij bekendheid verwierf met zijn imitaties en sketches op zijn eigen kanaal Kaj's Typetjes. Later begon Gorgels met het maken van vlogs over zijn eigen leven. Zijn kanaal heeft inmiddels de 100.000 volgers behaald.
Vervolgens verscheen Gorgels in 2015 als reporter voor het online Veronica-programma Bonobo's en als presentator voor het YouTube-kanaal TotoNederland, dit deed hij tot 2017. Sinds april 2016 is Gorgels te zien als een van de vaste presentatoren van het YouTube-kanaal van RTL genaamd Concentrate. Hier presenteert hij verschillende series waaronder Judge me niet en Kuuroord Kaj & Kaj.

### Televisie
In 2017 maakt Gorgels zijn televisiedebuut: hij vormde samen met John Williams een presentatieduo voor het programma SOS: Mijn vakantie is een hel. Datzelfde jaar was Gorgels een van de deelnemers van het achttiende seizoen van het RTL 5-programma Expeditie Robinson, hij behaalde de finale. Gorgels was eenmalig samen met Monica Geuze te zien in het programma Een goed stel hersens. Later dat jaar was hij ook te zien in het programma Celebrity Stand-Up.
In het voorjaar van 2018 was Gorgels als presentator te zien in de Videoland programma's De beste verleiders en I Love You Tattoo. Tevens was hij een van de deelnemers aan het RTL 4-programma Superstar Chef. In 2018 en 2019 presenteerde Gorgels samen met Yolanthe Sneijder-Cabau het programma Temptation Island VIPS. In september 2018 was Gorgels te zien als social media coach op The Talent Academy van The Talent Project op RTL 4. In oktober 2018 won hij de Televizier Aanstormend Talent Award op het Gouden Televizier-Ring Gala 2018. In het najaar van 2018 vormde Gorgels een presentatieduo met Miljuschka Witzenhausen voor het RTL 4-programma Decembernieuws.
In januari 2019 werd bekendgemaakt dat Gorgels het programma Expeditie Robinson gaat presenteren en hiermee het presentatiestokje overneemt van Dennis Weening. In 2022 kon hij dit programma echter niet presenteren omdat hij het te druk had met andere projecten die samenvielen met de opnames. Dit seizoen zou worden overgenomen door Art Rooijakkers, maar die had last van stemproblemen. Het seizoen werd daarom overgenomen door Rick Brandsteder.
Sinds 2020 presenteert Gorgels het programma Temptation Island: Love or Leave samen met Monica Geuze.
Gorgels nam deel aan het in 2022 uitgezonden realityprogramma Special Forces VIPS, waarbij hij met succes een door commando's opgezet trainingsprogramma doorliep.

### Theater en Podcasts
In het najaar van 2019 werd bekendgemaakt dat Gorgels in 2019 zijn eigen theatershow lanceert met de naam effe relativeren. Onder die naam lanceerde Gorgels in 2020 ook via Tonny Media een podcast waarin hij met zijn gasten een vrij gesprek voert over verschillende, niet vooraf vastgestelde thema's. 
Tevens presenteert Gorgels sinds 2021 de wekelijkse podcast Geuze & Gorgels, samen met Monica Geuze. Sinds 2022 is hier Geuze & Gorgels Extra als uitbreiding bij gekomen.

### Horeca
In het najaar van 2024 opent Gorgels zijn eerste horecaonderneming Drippy's aan het Stadhuisplein in zijn geboortestad Rotterdam.

## Privéleven
Gorgels heeft een relatie met Jessie Jazz Vuijk. Het stel heeft een zoon.

## Televisieprogramma's
| Televisie als presentator | Televisie als presentator        | Televisie als presentator                                       |
| Jaar                      | Productie                        | Opmerkingen                                                     |
| ------------------------- | -------------------------------- | --------------------------------------------------------------- |
| 2015-2017                 | TotoNederland                    | Een van de presentatoren                                        |
| 2016-2019                 | Concentrate                      | Een van de presentatoren                                        |
| 2017                      | SOS: Mijn vakantie is een hel    | Presentatieduo met John Williams                                |
| 2018                      | De beste verleiders              | Online programma op Videoland                                   |
| 2018                      | I Love You Tattoo                | Online programma op Videoland                                   |
| 2018-2019                 | Temptation Island VIPS           | Presentatieduo met Yolanthe Cabau                               |
| 2018                      | Eilandpraat                      | Invalpresentator                                                |
| 2018                      | Robinson Confessions             | Online programma van RTL                                        |
| 2018                      | The Talent Project               | Als social media coach                                          |
| 2018                      | Decembernieuws                   | Presentatieduo met Miljuschka Witzenhausen                      |
| 2018, 2020                | Judge me niet                    | Online programma in 2018 bij Concentrate, in 2020 bij Videoland |
| 2019-2021                 | Expeditie Robinson               | Presentatieduo met Nicolette Kluijver                           |
| 2020-heden                | Temptation Island: Love or Leave | Presentatieduo met Monica Geuze                                 |
| 2023-heden                | Geuze & Gorgels: Geen controle   | Presentatieduo met Monica Geuze                                 |
| Televisie als deelnemer   |                                  |                                                                 |
| Jaar                      | Productie                        | Opmerkingen                                                     |
| 2017                      | Expeditie Robinson               | Eindigde als tweede                                             |
| 2017                      | Celebrity Stand-Up               | Eén aflevering                                                  |
| 2017                      | Een goed stel hersens            | Vormde een team met Monica Geuze                                |
| 2018                      | Holland!                         | Eén aflevering                                                  |
| 2018                      | Superstar Chef                   | Geëindigd als vijfde                                            |
| 2020                      | Weet Ik Veel                     | Eén aflevering                                                  |
| 2020                      | De Slimste Mens                  | Twee afleveringen                                               |
| 2020                      | LEGO Masters                     | Kerstspecial, samen met Nicolette Kluijver                      |
| 2022                      | Special Forces VIPS              | Acht reguliere afleveringen + 1 extra                           |
| 2024                      | Het perfecte plaatje in Thailand | Winnaar                                                         |
| Televisie als acteur      |                                  |                                                                 |
| Jaar                      | Productie                        | Rol                                                             |
| 2019                      | De TV Kantine                    | Jan Versteegh                                                   |

### Bestseller 60
| Boeken met noteringen in de Nederlandse Bestseller 60 | Jaar van verschijnen | Datum van binnenkomst | Hoogste positie | Aantal weken | Opmerkingen                       |
| ----------------------------------------------------- | -------------------- | --------------------- | --------------- | ------------ | --------------------------------- |
| Carlos de gekko                                       | 2023                 | 22-11-2023            | 11              | 1            | in samenwerking met Joeri Gorgels |